# The Floating Piers

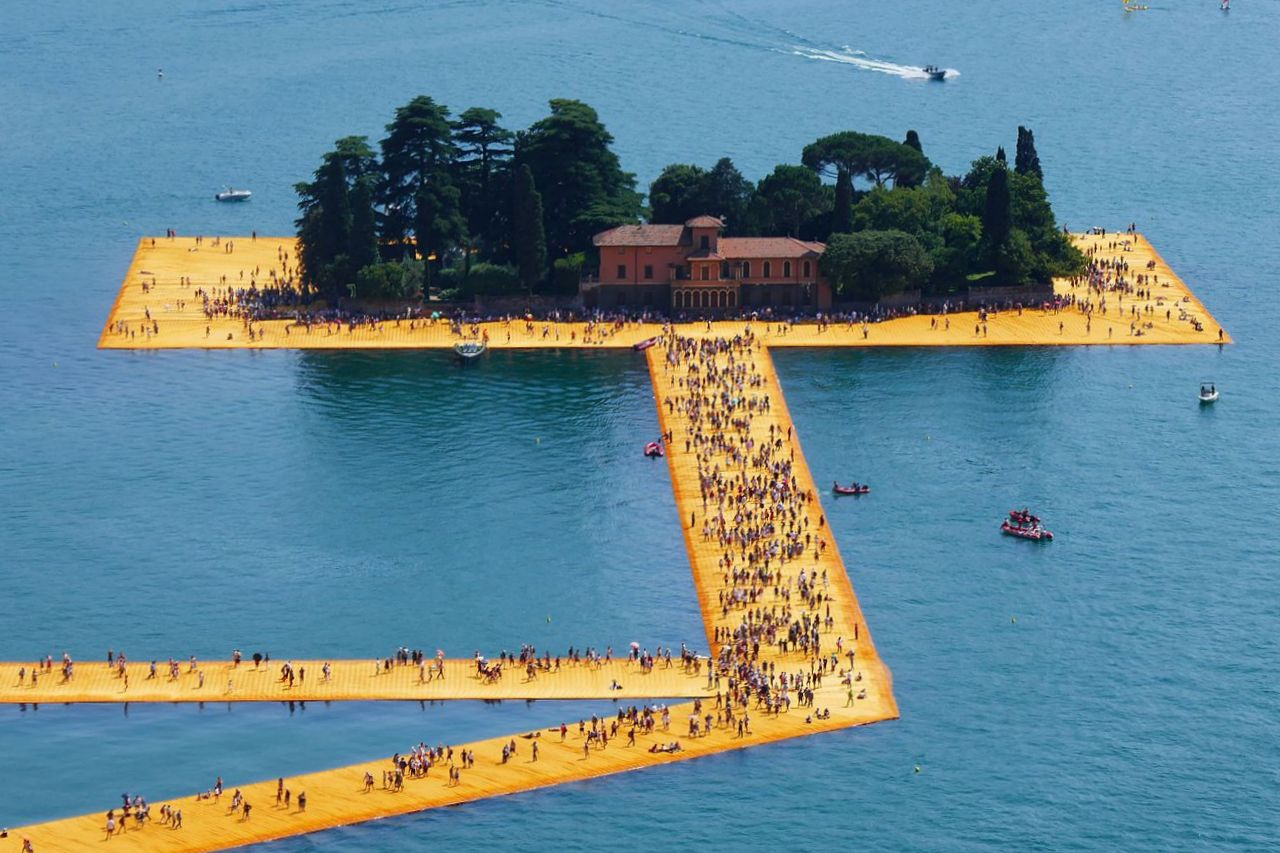
Floating Piers, Kunstwerk von Christo und Jeanne-Claude

The Floating Piers war eine temporäre Installation in Italien von Christo und Jeanne-Claude im öffentlichen Raum. Sie existierte vom 18. Juni bis zum 3. Juli 2016 für genau 16 Tage. The Floating Piers war das erste Großprojekt, welches Christo ohne seine Frau vollendete.

## Beschreibung

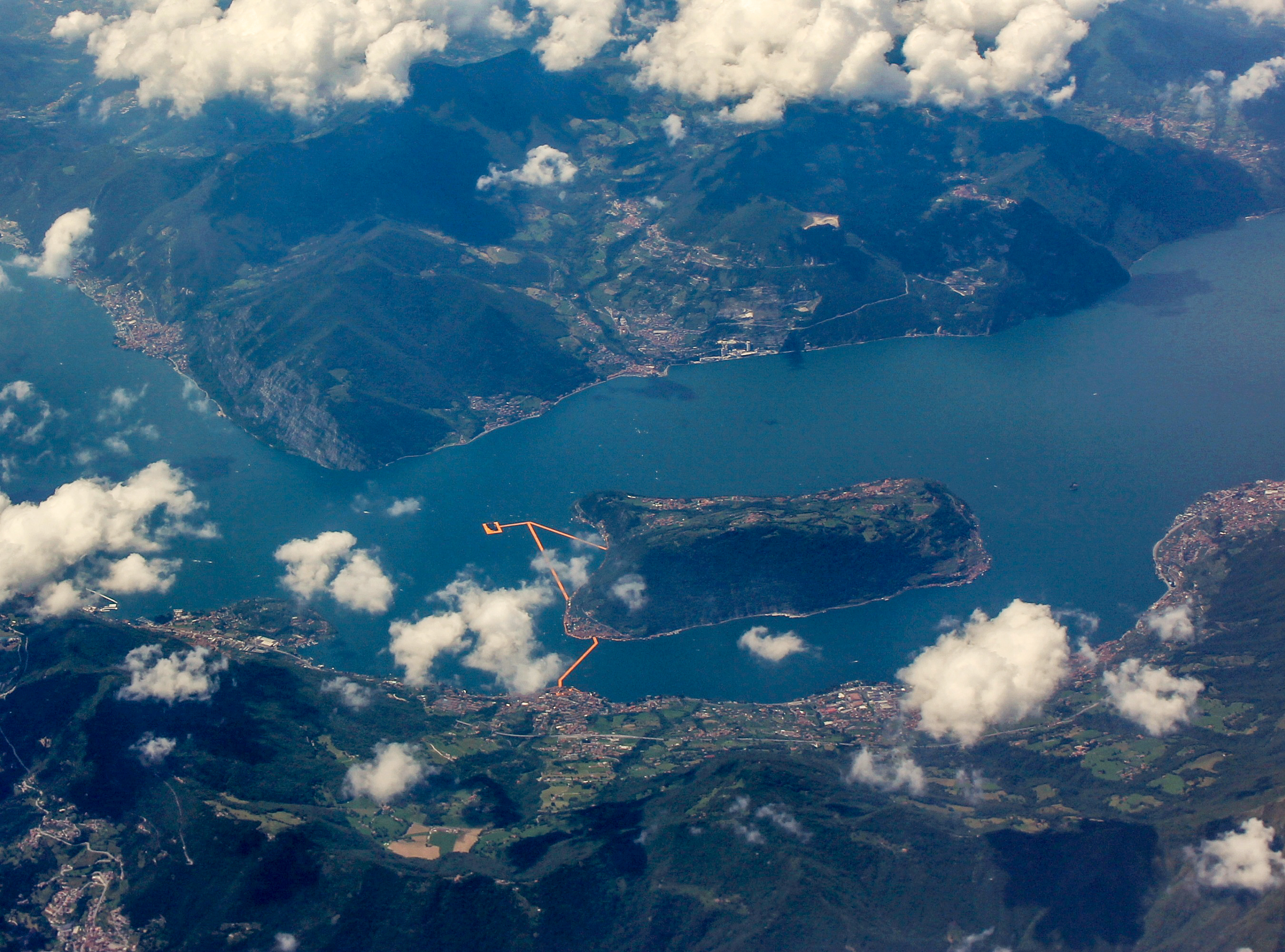
Luftbild der gesamten Installation

Christo installierte auf dem Iseosee begehbare, mit dahliengelbem Stoff bespannte schwimmende Stege. Sie führten von Sulzano aus auf die Insel Monte Isola und umrundeten die Insel Isola di San Paolo. Die 16 Meter breiten Stege hatten kein Geländer und waren zum Wasser hin flach abfallend gestaltet. Dadurch und durch ihre leicht schwankende Bewegung vermittelten sie den Eindruck, direkt auf dem Wasser zu laufen. Der gelbe Stoff wurde mit kleinen Falten auf den Schwimmkörpern verlegt. Das Material des Gewebes war so gestaltet, dass sich die Farbe je nach Lichteinfall und Blickrichtung leicht veränderte. Zusätzlich wurde es regelmäßig durch den Wellengang vorbei fahrender Boote am Rand mit Wasser benetzt, so dass der Randbereich dunkler aussah. Christo beschrieb das Gefühl des Gehens auf den Floating Piers so: “Those who experienced The Floating Piers felt like they were walking on water – or perhaps the back of a whale. The light and water transformed the bright yellow fabric to shades of red and gold.” (deutsch: „Die, die die Floating Piers erlebten, fühlten sich wie beim Gehen auf dem Wasser – oder vielleicht wie auf dem Rücken eines Wals. Das Licht und das Wasser wandelten das Gelb des Stoffes in Farbtöne zwischen rot und golden.“)
Ein Steg verband die Stadt Sulzano mit dem Dorf Peschiera Maraglio auf der Insel Monte Isola. Zwei Stege liefen von der Monte Isola aus auf eine Villa auf der Insel San Paolo zu, die sich seit Jahrzehnten im Besitz der Eigentümerfamilie des Waffenherstellers Beretta befindet. Die Gesamtlänge der Stege betrug drei Kilometer. Zusätzlich waren weitere 2,5 Kilometer Wege in Sulzano and Peschiera Maraglio mit dem gelben Stoff ausgelegt.
Als temporäre ortsspezifische Kunstinstallation wurden die Floating Piers zum Reise- und Erlebnisziel des internationalen Tourismus. Die ca. 1.900 Einwohner zählende Stadt Sulzano musste aufgrund des Besucheransturms für den Straßenverkehr gesperrt werden und war für die Besucher nur zu Fuß erreichbar. Zur Lenkung der Besucherströme wurden die Besucher über Wanderwege nach Sulzano geführt. Die Stege waren barrierefrei und auch für Rollstühle, Kinderwagen und Rollatoren zugänglich.
Gelegentliche Unwetter und der enorme Besucherandrang an den Wochenenden führten teilweise zu chaotischen Zuständen. Die Installation wurde daraufhin zwischen Mitternacht und sechs Uhr früh zwecks Reinigung und Reparaturen geschlossen. Am 3. Juli 2016 wurde das Projekt beendet und die Besucherzahl während der gesamten Dauer auf 1,3 Millionen Menschen geschätzt.

## Herstellung

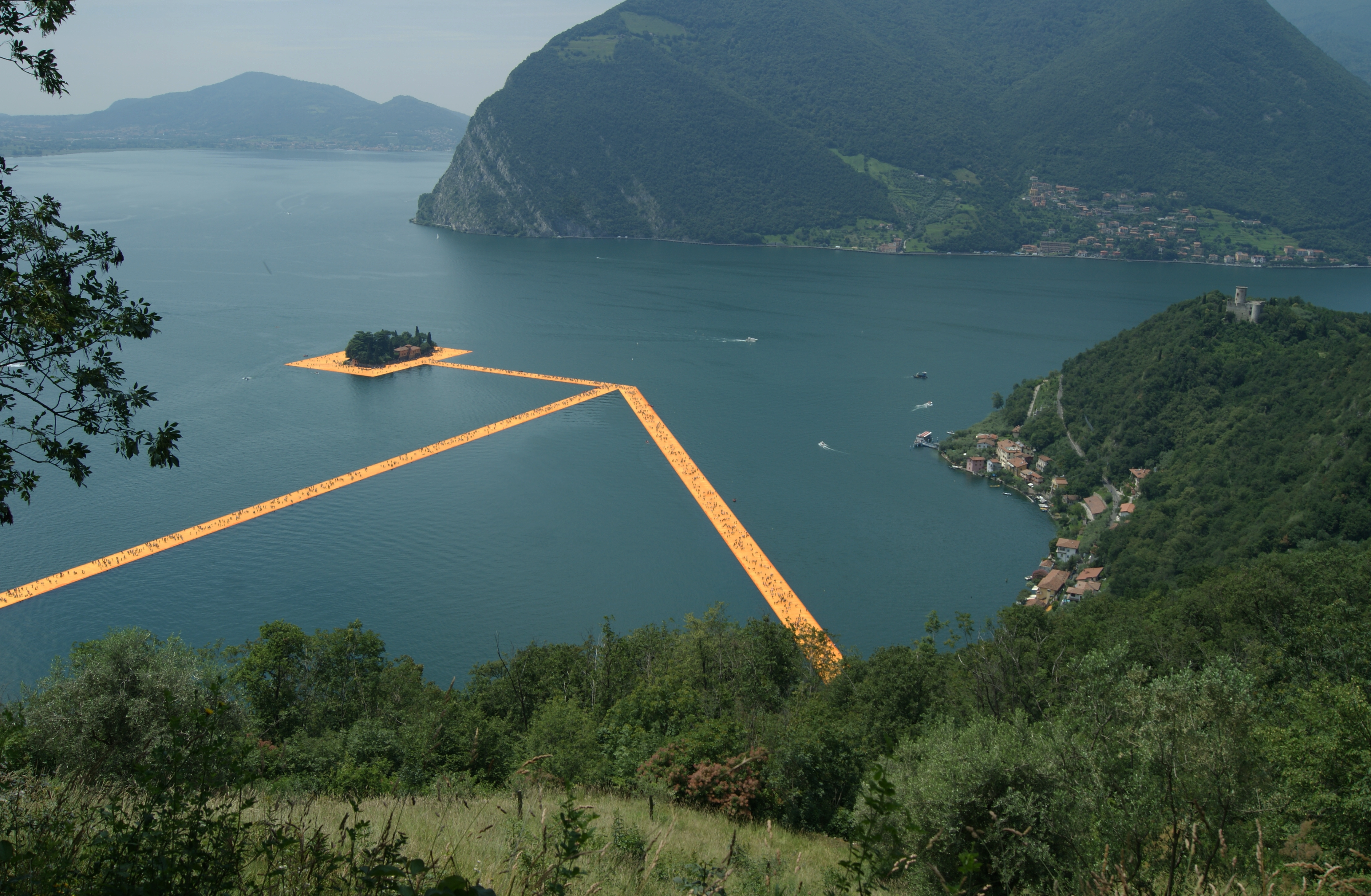
Insel San Paolo mit den Stegen

Die Stege wurden aus würfelförmigen Polyethylen-Schwimmkörpern zusammengesetzt. Dadurch wurde einerseits die Beweglichkeit ermöglicht und andererseits die Festigkeit und Sicherheit gewahrt. Die am Rand befindlichen Schwimmkörper waren so geformt, dass ihre flache Seitenkante etwa auf Höhe der Wasserlinie lag. Aus den Schwimmkörpern wurden 16 Meter breite Flöße zusammengestellt, die dann auf dem See zu durchgehenden Stegen miteinander verbunden wurden. Die Stege wurden mit 220 etwa 6 Tonnen schweren Gewichtsankern auf dem Boden des Sees befestigt.
Auf den Stegen und den Wegen wurden 75.000 m² orange-rötliches Kunststoffgewebe verlegt. Das Polyamidgarn für das Gewebe wurde von der Wuppertaler PHP Fibers gesponnen, einer Tochter der thailändischen Indorama Ventures. Gefärbt wurde das Garn von dem in Wuppertal ansässigen Unternehmen der Gebrüder Wylach. Garn und Farbe wurden zusammen erhitzt, um genau diesen Farbton zu erhalten. Der Stoff wurde von der Setex-Textil GmbH in Greven gewebt, die bereits 1995 den Stoff für Christos Installation Verhüllter Reichstag produzierten. Zugeschnitten und konfektioniert wurde der Stoff bei der Firma geo – Die Luftwerker aus Lübeck. Diese war auch an der 3D Vermessung und dem Aufbau beteiligt.

## Finanzierung

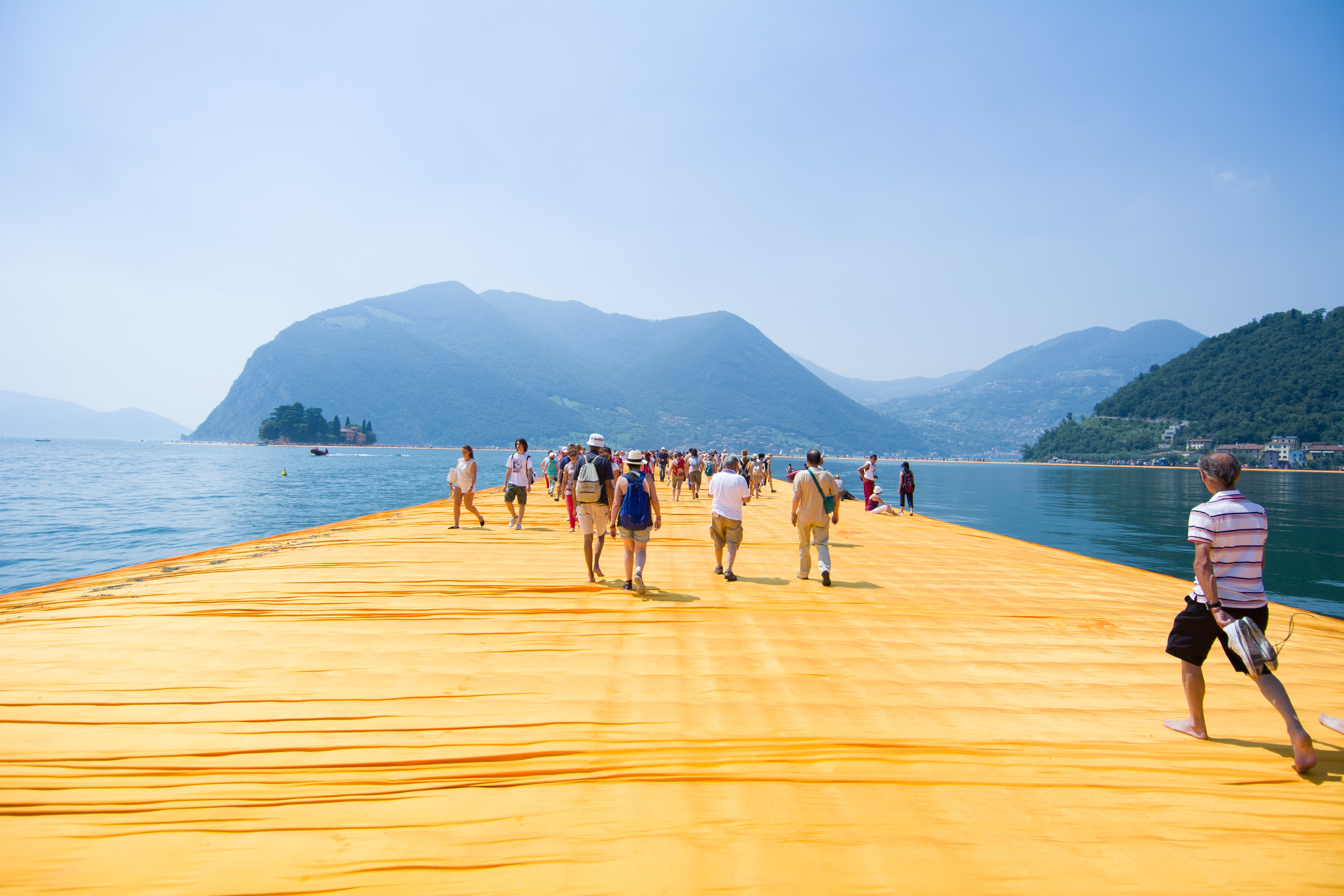
Besucher unterwegs zur Insel San Paolo

Das Projekt wurde vom Künstlerpaar selbst finanziert. Die Kosten beliefen sich auf 15 Millionen US-Dollar. Eine Finanzierung durch die Familie Beretta wurde stets dementiert, allerdings halfen Umberta Gnutti Beretta und ihr Ehemann Franco nach eigenen Angaben bei der Vermittlung von Kontakten in die Lokalpolitik. Für diese Zusammenarbeit mit den Besitzern des Waffenherstellers erntete Christo Kritik.

## Geschichte
Das Kunstwerk wurde von dem Künstlerpaar bereits 40 Jahre zuvor geplant. Es sollte den Menschen in die Möglichkeit versetzen, über Wasser zu laufen. Das Wetter wurde in der Planung einkalkuliert. Jeanne-Claude starb 2009. Daher musste die Arbeit ohne sie realisiert werden.

The Floating Piers
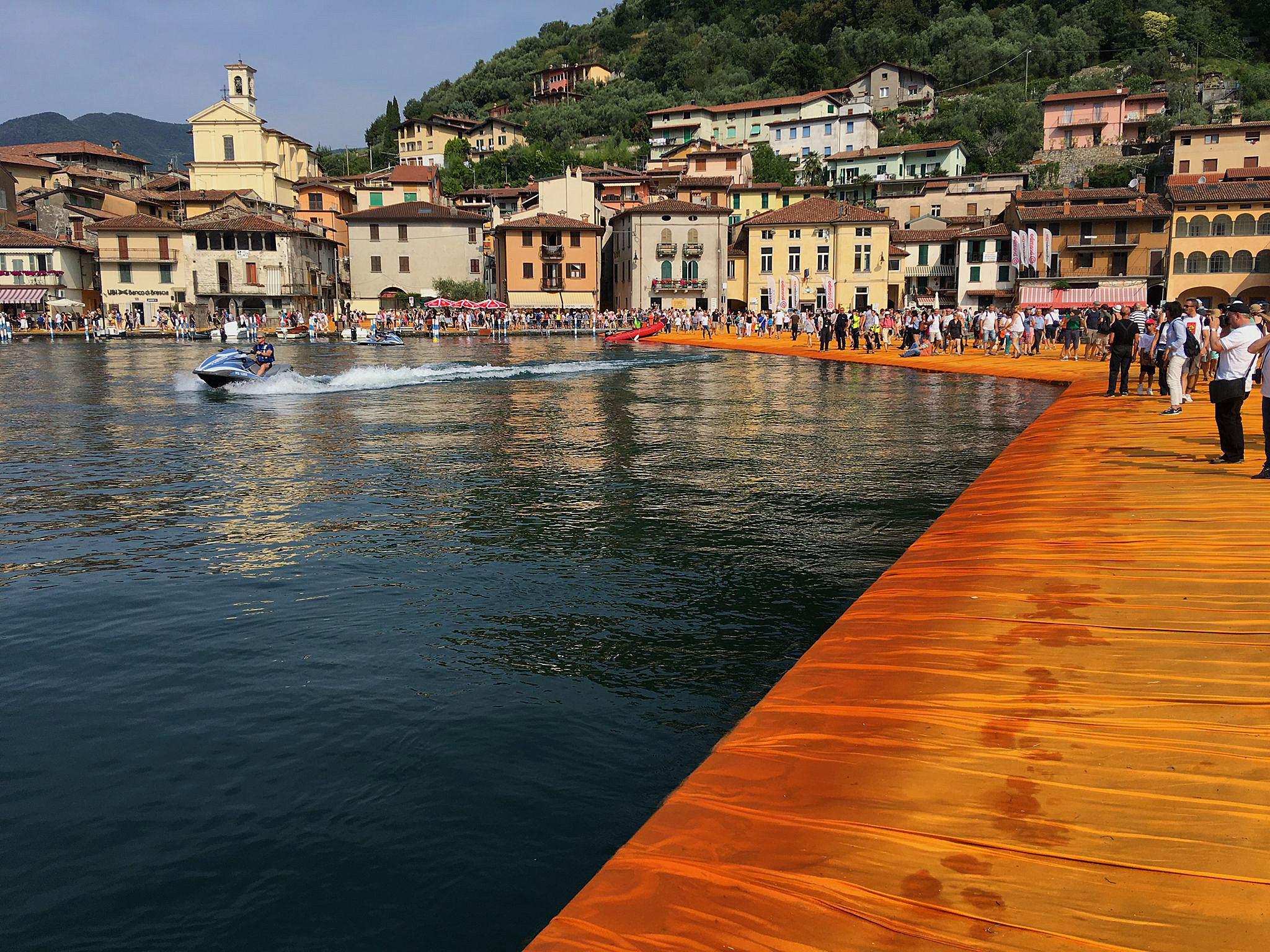
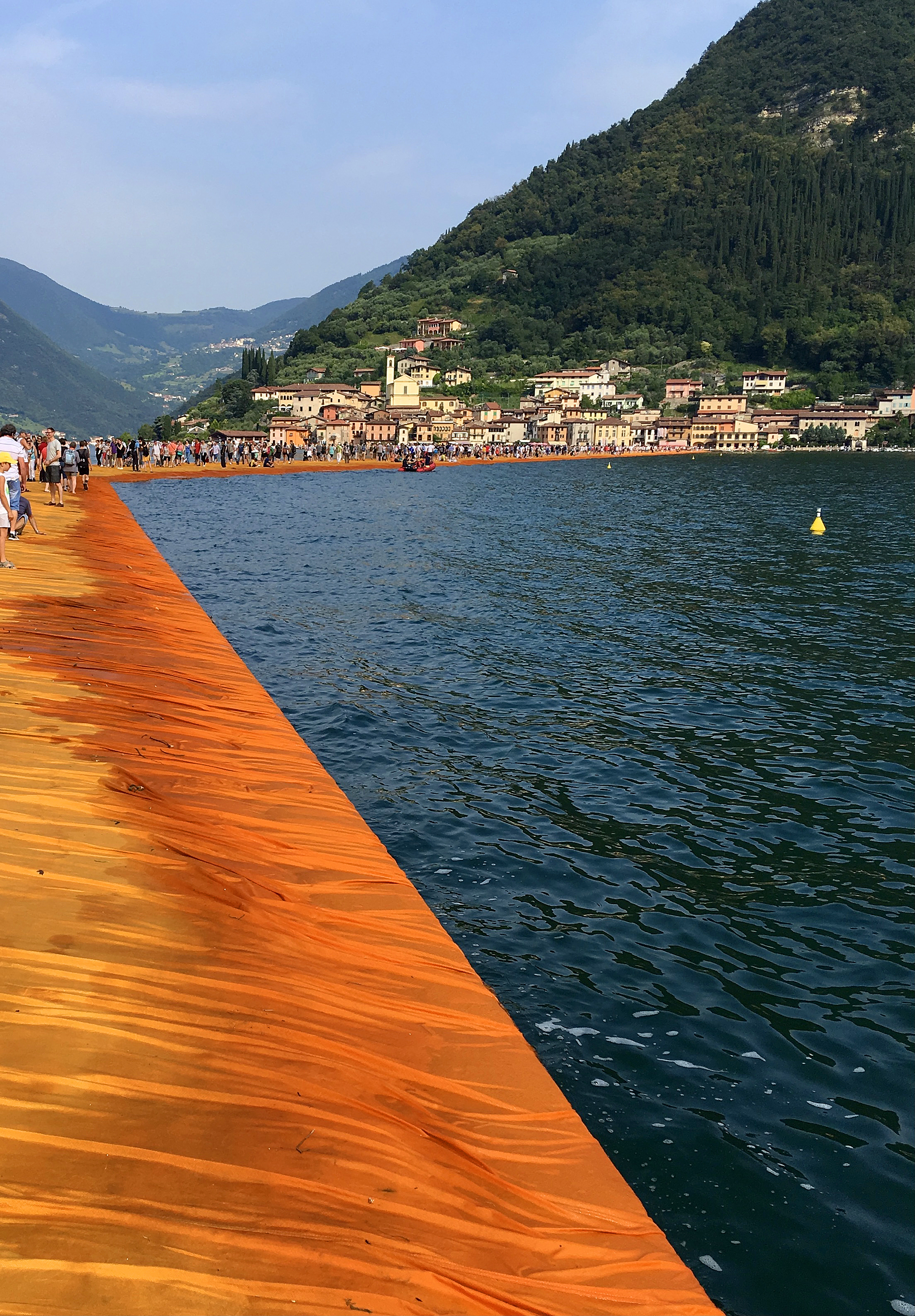